# Guldvallmo
Guldvallmo (Hunnemannia fumariifolia) är en art i det monotypiska växtsläkte Hunnemannia i familjen vallmoväxter från Mexico. Arten står arterna i sömntutesläktet (Eschscholtzia) nära, men är flerårig och har fria foderblad.